# カワサキ・KH

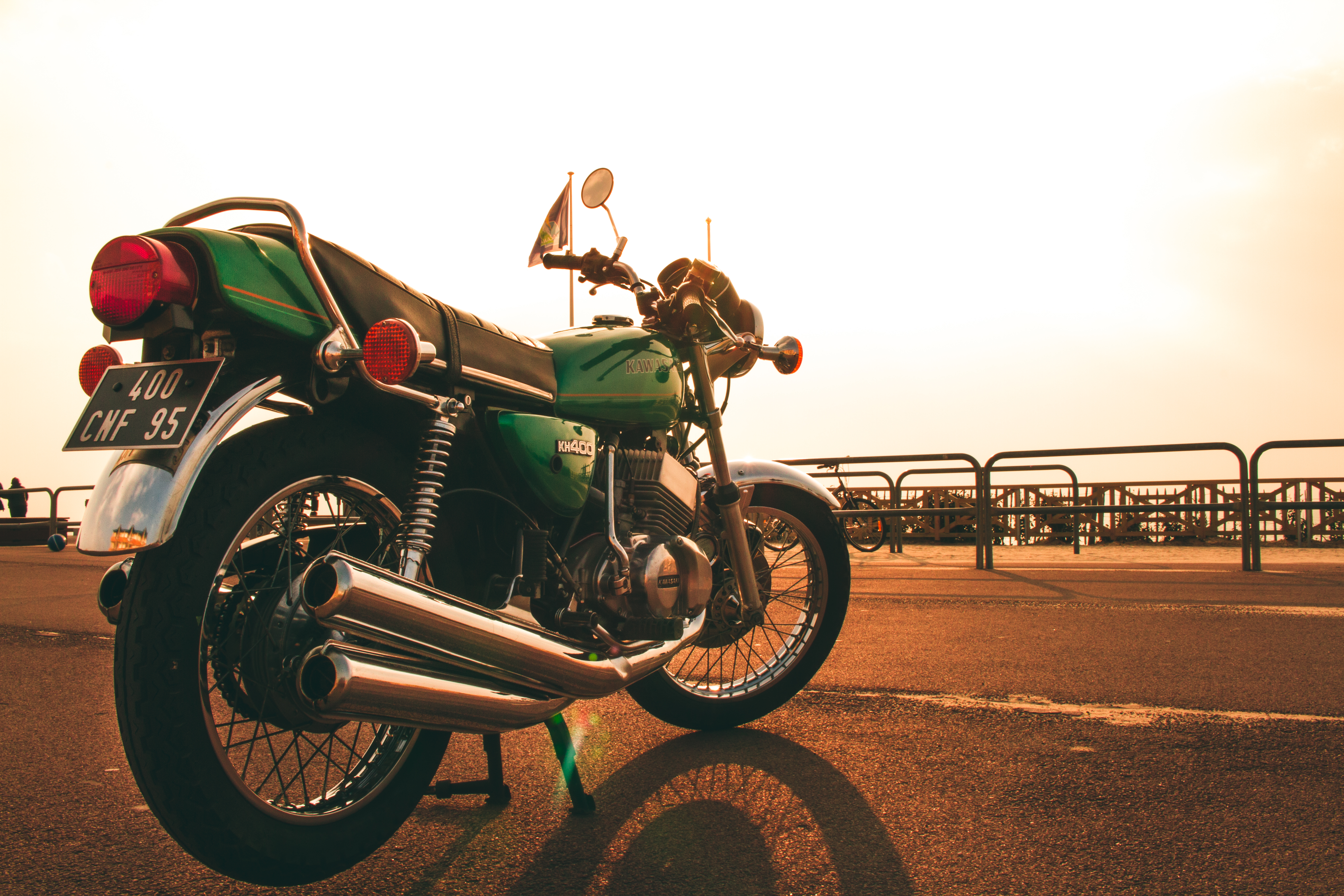
KH400

カワサキ・KH（ケイエイチ）は、かつて川崎重工業が製造販売していた自動二輪車のシリーズ車種。通称「ケッチ」。

## 概要
排気量別にラインナップされており、いずれも2ストロークエンジンを搭載するオンロードタイプのオートバイである。それまでの3気筒マッハ（SS）シリーズや小排気量単気筒のSSシリーズを統合したラインナップとして、1976年モデルよりKHシリーズの名称を冠した。
プライマリーキックでないため、ギアが入っている状態でエンストした場合、ニュートラルにしないとエンジンをかけられない。

## モデル一覧

### KH90
90SSの後継機種として発売。前後に油圧式ディスクブレーキを採用するなど、当時としては高級路線を志向していた。しかしながら中間排気量という位置づけから国内向けの販売台数は少ない。
最大出力10.5psの空冷2ストローク単気筒ロータリディスクバルブエンジンを搭載していた。

### KH125
1970年代後半から1980年代前半にかけて生産販売されていた2ストローク123cc単気筒エンジンを搭載したスポーツモデル。下位機種であるKH90が前後とも油圧式ディスクブレーキを装備するのに対し、前輪が機械式ディスクブレーキで後輪がドラムブレーキという構成になっていた。1983年、水冷エンジンを搭載した後継機種のAR125の生産開始と共に国内向けの生産終了した。
もともと注目が集まらないクラスだけあり、人々から忘れられた存在となっていたが、1990年代後半に一部業者がタイ・カワサキで、ほぼ昔と同等のスペックで製造を行っていたKH125の輸入販売を開始。価格の安さと取り扱いやすさから認知度が高まった。別名「GTO」。

### KH250

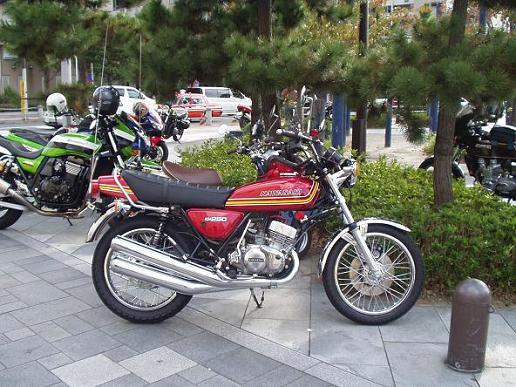
KH250B3

「ジャジャ馬」と言われたマッハIII (H1) 譲りの2ストローク3気筒3本マフラーのレイアウトを持ち、上位機種のKH400とともに最後まで存続したマッハシリーズの末裔。
最大出力28ps/7.500rpm 最大トルク2.70kg-m/7.000rpm 。もともと350SS (S2) のエンジンをベースにしており、ストロークをそのままにボアダウンしたエンジンのため、ボア×ストロークが45×52.3mmとロングストロークタイプとなっている。

#### 初代 (A5)
1976年に発売。前年まで販売されていた250SSの名称変更という意味合いの強いモデルであり、S1 → S1A → S1B → S1Cに続く4番目のバージョンのため初期型がA5となる。日本では販売されず。
ブレーキは前後ともドラム方式のままであるが、燃料タンクはキー付きになり、ヒューズボックスも以降のKHシリーズで標準装備となる3系統タイプに変更された。

#### 中期 (B1 - B3)
1976年下半期から販売されたモデルから、フロント周りにKH400のディスクブレーキが移植され、またそれに伴いフレームのネック部分に補強が入ったため、排気量以外は全くと言っていいほどKH400と同一の車体となった。

#### 後期 (B4 - B7)
フロントブレーキのマスターシリンダーを、それまでの丸型のものから角型のタイプに改良。サイドカバーは車体と同一色からブラックアウトに変更。
1980年から製造された最終型はライムグリーンの近代的な塗装で、すでにラインナップは4ストローク高性能車がほとんどの中、1982年まで販売されていた。

### KH400
1975年12月発売（1976年モデル）。それまで販売されていた400SS MACH IIの名称変更モデル。1979年モデルが最終型となり、1980年2月まで生産、1982年まで販売されていた。

### KH500
1975年発売（1976年モデル）。それまで販売されていた500SS MACH IIIの名称変更モデル。1979年モデルが最終型となる。